# Créature d'Elmendorf
La créature d'Elmendorf est le nom donné à un animal découvert à Elmendorf, au sud de San Antonio, dans le sud du Texas. 

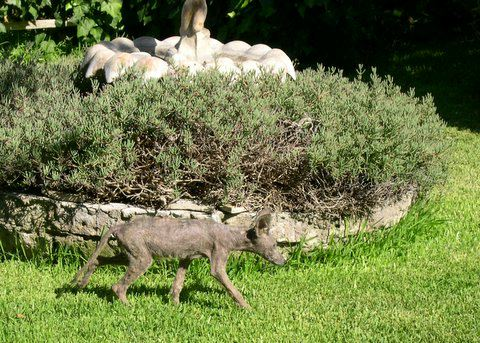
Un coyote atteint de gale, d'apparence similaire à la créature d'Elmendorf

Différentes opinions ont été émises concernant la nature de cet animal : pour certains, il s'agirait d'un chien nu mexicain dont l'apparence aurait été altérée par une maladie et/ou des affections congénitales ; pour d'autres, il s'agirait d'un croisement entre un loup et un coyote. Certains habitants de la région ont même proposé une relation avec le légendaire chupacabra, tandis que d'autres pensent qu'il pourrait s'agir d'un animal échappé d'un laboratoire expérimental ou encore qu'il s'agirait d'un canidé jusqu'alors inconnu, forcé à se rapprocher des humains du fait de la destruction de son habitat naturel.

## La carcasse de McAnally
En août 2004, un animal soupçonné d'être la créature d'Elmendorf et ayant attaqué du bétail à différentes reprises a été tué d'un coup de feu par l'habitant d'un ranch, Devin McAnnally, dans la ville d'Elmendorf. L'animal pesait 9 kg et présentait des indices de malnutrition. Il présentait une malocclusion dentaire et sa peau avait un aspect inhabituel : elle était bleue, dépourvue de poils et semblait couverte de petites écailles.
Des employés du zoo de San Antonio furent incapables d'identifier formellement l'animal mais ils envisagèrent qu'il s'agissait d'un chien nu mexicain d'après la forme du crâne. D'autres experts conclurent que l'animal n'était pas glabre à l'origine mais qu'il était atteint de gale sarcoptique. L'ADN recueilli sur la dépouille ne put être analysée en raison d'altérations environnementales. Il fut toutefois confirmé que l'animal appartenait bien à la famille des canidés. 
Deux carcasses similaires furent découvertes au Texas et il s'avéra qu'il s'agissait de coyotes atteints de formes extrêmement sévères de gale.